# Дифузна идиопатска скелетна хиперостоза
Дифузна идиопатска скелетна хиперостоза (ДИСХ) је стање које карактерише абнормална калцификација костију (хиперостоза) меких ткива које окружују зглобове кичме, као и периферни или апендикуларни скелет.  Код овог стања у кичми се формирају кости дуж предњег уздужног лигамента , а понекад и задњег уздужног лигамента, што може довести до делимичног или потпуног спајања суседних пршљенова, док фасетни и сакроилијаћни зглобови обично нису захваћени. Грудна кичма је најчешће укључена у ДИХС. На периферном скелету, ДИХС се манифестује као калцифицирана ентезопатија, са патолошким формирањем костију на местима где се лигаменти и тетиве везују за кост.

## Епидемиологија
Учесталост ДИСХ варира у бројним извештајима – одсуство консензуса о тачној дефиницији болести свакако доприноси томе да се не може утврдити њена тачна епидемиологија. Међутим, постоји неколико добро осмишљених студија које покушавају да процене његову преваленцију. Иако тачна преваленција и инциденција остају неутврђени, добро је познато да је ДИСХ чешћи код мушкараца, а инциденција расте са годинама и да болест углавном погађајући пацијенте старије од 40 година.
Старост и пол
ДИСХ најчешће погађа старије особе, посебно оне од 6. до 7. деценије. Процењена учесталост код старијих је ~10% до 20%, са благом превлашћу мушкараца (25% код мушкараца и 15% код жена). У доби од 70 година, постоји пораст преваленције за 35%, односно 26%.

## Етиологија
Тачан узрок ДИСХје непознат. Механички, дијететски фактори и употреба неких лекова (нпр. изотретиноина, етретината, ацитретина и други деривати витамина А )  могу бити од значаја. Иако постоји корелација између ових фактора, не постоји податак о узроку или последицама. Карактеристична радиолошка карактеристика ДИСХ је континуирана линеарна калцификација дуж антеромедијалног аспекта грудне кичме. ДИСХ се обично налази код људи у 60-им и више, а изузетно је ретко код људи у 30-им и 40-им годинама. Болест се може проширити на било који зглоб тела, погађајући врат, рамена, ребра, кукове, карлицу, колена, глежњеве и руке. Болест није фатална; међутим, неке повезане компликације могу довести до смрти. Компликације могу укључивати парализу, дисфагију (отежано гутање) и инфекције плућа .
Иако се ДИСХ манифестује на сличан начин као анкилозни спондилитис, то су одвојене болести. Анкилозантни спондилитис је генетска болест са препознатљивим ознакама, која има тенденцију да почне да показује знаке у адолесценцији или млађој одраслој доби, са већом вероватноћом да утиче на лумбалну кичму и на органе. Док ДИСХ нема генетске везе, првенствено је грудног облика и не утиче на друге органе осим плућа (на која утиче индиректно због фузије грудног коша).
Дуготрајно лечење акни ретиноидима добијеним из витамина, као што су етретинат  и ацитретин,  је повезано са екстраспиналном хиперостозом.

## Клиничка слика
У клиничкој слици описани су различити знаци и симптоми код пацијената који пате од ДИСХ, као што су:
- полиартикуларни бол,
- бол у врату, грудном кошу, слабинама, удовима,
- акутни моноартикуларни синовитис,
- ограничен обим покрета кичме,
- дисфагија,
- повећана подложност нестабилним преломима кичме,
- различити степен опструкција дисајних путева.

Учесталост и квалитет тегоба код ових испитаника варира у зависности од места патолошке осификације. Насупрот томе, многи појединци којима је дијагностикован ДИСХ могу бити потпуно асимптоматска. 
Иако ДИСХ селективно утиче на кичму (са склоношћу према њеном грудном делу – обележје болести се сматра окоштавање антеролатералног дела грудне кичме). Важно је нагласити да ово стање није ограничено на кичму и често се наводи да укључује и више периферних локација (екстраспиналне ентезалне оссификације). Ово укључује периартикуларну хиперостозу шака, карлице, колена, лактова итд. Ентезофити који се виде у ДИСХ разликују се од остеофита због остеоартритиса и од синдезмофита услед спондилоартритиса. 
Неке од карактеристика које помажу да се ДИСХ разликује од других патолошких структура су:
- развија се из зглобова који су ретко захваћени остеоартритисом, као што су зглобови рамена, лакта и метакарпофалангеални зглобови;

- развија се из кости која је удаљена од споја кост-хрскавица; утичући на карактеристичне ентезе као што су калканеална трна, тетива квадрицепса, између осталог.[4]

## Дијагноза
ДИСХ се дијагностикује на основу налаза на рендгенским снимцима. Радиографија кичме ће показати абнормално формирање кости (окоштавање) дуж предњег кичменог лигамента. Дискови, фасетни и сакроилијачни зглобови остају непромењени. 
Дијагноза захтева конфлуентну осификацију најмање четири суседна тела кичмених пршљенова. Класично, узнапредовала болест на радиографским снимцима може имати изглед „отопљеног воска од свеће“ дуж кичме. У неким случајевима, ДИСХ се може манифестовати и као окоштавање или ентезитис, у другим деловима скелета.
Калцификација и окоштавање су најчешће на десној страни кичме. Код особа са декстрокардијом и ситус инверсус ова калцификација се јавља на левој страни.

## Диференцијална дијагноза
Најчешће промене које се могу појавити са коштаним израслинама, сличним онима који се односе на ДИСХ, су деформишућа спондилоза и анкилозни спондилитис. Прва болест је далеко најчешћи од поремећаја који се разматрају у диференцијалној дијагнози ДИСХ. Деформишућа спондилоза, међутим, не утиче на предњи уздужни лигамент у торакалној кичми, па се по томе могу разликовати ова два стања. Ова друга болест дели неке карактеристике које се виде код ДИСХ као што је превага код мушкараца и повезаност са окоштавањем лигамента и појава синдезмофита. Ова два стања се могу разликовати и по томе што су код анкилозирајућег спондилитиса коштани мостови витки, вертикални и обухватају спољну ивицу анулуса фибросус и не обухватају предњи уздужни лигамент. Поред тога, ерозије и коштане анкилозе сакроилијакалних и апофизних зглобова се не виде у ДИСХ.

## Терапија
Терапија ДИСХ заснива на симптоматској терапији и емпиријском лечењу. Није било добро осмишљених студија које би процениле ефикасност било које терапије у овој болести. Генерално, физикална терапија, аналгетици, седација, антиинфламаторни лекови и мишићни релаксанти, повезани са одговарајућом исхраном, били су успешни у лечењу већине пацијената са ДИСХ.
Иако је неколико чланака до сада било фокусирано на индикације за операцију, опште је прихваћено да је операција индикована за пацијенте са тешким симптомима  код којих конзервативни приступ није успео (као што су опструкција дисајних путева и/или дисфагија).